# 細眉杜父魚
細眉杜父魚，為輻鰭魚綱鮋形目杜父魚亞目杜父魚科的其中一種，為溫帶海水魚，分布於東北大西洋丹麥、挪威、不列顛群島、冰島半鹹水、海域，棲息深度0-100公尺，體長可達7.4公分，棲息在礫石、貝殼底質水域，以甲殼類及小魚為食，生活習性不明。